# Roststjärtad solfjäderstjärt
För Rhipidura fuscorufa, se kanelstjärtad solfjäderstjärt
Roststjärtad solfjäderstjärt (Rhipidura phoenicura) är en fågel i familjen solfjäderstjärtar inom ordningen tättingar.

## Utseende och läte
Roststjärtad solfjäderstjärt är en 17 cm lång tätting med för familjen typiska solfjäderformade stjärten. Huvudet och ansiktet är sotsvart med ett tunt vitt ögonbrynsstreck. Ryggen är mörkgrå, medan både övergump och stjärt är bjärt rost- eller kastanjebruna. Ovansidan av ingen är mörkare kastanejbrun. På undersidan syns vitt på hake och strupe, grått på övre delen av bröstet och bjärt rostrött i övrigt. Ögat är brunt, näbben och benen svarta. Sången återges i engelsk litteratur som ett "he-tee-tee-tee-oh-weet".

## Utbredning och systematik
Fågeln förekommer i bergsskogar på Java. Den behandlas som monotypisk, det vill säga att den inte delas in i några underarter.

## Levnadssätt
Roststjärtad solfjäderstjärt hittas i bergsskogar på mellan 1000 och 2500 meters höjd, vanligen i täta buskar och snår. Där ses den fånga små insekter, framför allt flygande, mestadels i undervegetationen nära marken, men ibland i högre skikt. Den är en frekvent medlem av kringvandrande artblandade flockar.

### Häckning
Arten har noterats häcka mars–maj, i juli och i september. Boet byggs av tunna växtfibrer och kvistar, genomstuckna av ormbunksrötter och täckta av spindelväv. Det placeras ett till tre meter ovan mark i en buske. Däri lägger den två ägg.

## Status
Roststjärtad solfjäderstjärt har en relativt begränsat utbredning och tros minska i antal. IUCN kategoriserar ändå arten som livskraftig.